# Mpinga Kasenda
Mpinga Kasenda, né le 20 août 1937, est le Premier commissaire d'État (équivalent à un Premier ministre) du Zaïre du 6 juillet 1977 au 6 mars 1979, a été à la tête du bureau politique du Mouvement populaire de la révolution (MPR, parti unique), et donc deuxième personnalité du Zaire après le président du début des années 80 au 24 avril 1990 et ministre des Affaires étrangères de 1993 à 1994. Il meurt le 7 mai 1994 dans un accident d'avion dont les victimes incluent entre autres le professeur Bingoto Mandoko Na Mpeya (alors PDG de la Société nationale d'électricité) et l’homme d’affaires, Bolodjua Puma, près de l'aéroport de Kinshasa.